# Чжоу Синьфан
Чжоу Синьфа́н (кит. 周信芳, пиньинь Zhōu Xìnfāng; 14 января 1895, уезд Цинхэ, Цзянсу, Империя Цин — 8 марта 1975, Шанхай, КНР) — китайский актёр, исполнитель ролей амплуа лаошэн («старик») в пекинской опере.

## Биография
Родился 14 января 1895 года в уезде Цинхэ (сейчас — Цинцзянпу) провинции Цзянсу в семье актёра пекинской оперы Чжоу Вэйтана. Уже в возрасте семи лет начал выступать на сцене в Ханчжоу с ролями амплуа старший шэн. Благодаря своему возрасту, получил псевдоним Цилин Тун (от кит. 七龄童 — семилетний ребёнок), который потом, в возрасте двенадцати лет, изменил на схожий по звучанию Цилинь Тун (от кит. 麒麟童 — ребёнок цилиня).
В возрасте тринадцати лет поступил учиться в пекинскую труппу Фуляньчэн, где познакомился и подружился с Мэй Ланьфаном. Фуляньчэн выступала, помимо прочего, перед вдовствующей Великой императрицей Цыси. Выступал с этой труппой в течение четырёх лет, после чего переехал в Шанхай, где прожил большую часть своей жизни.
В 1911 году у Чжоу Синьфана ломается голос. В то время, как в пекинской опере наиболее востребованными считались чистые высокие голоса, голос Чжоу Синьфана стал грубее. Чтобы компенсировать неидеальную вокальную составляющую, Чжоу Синьфан старается привносить в свои выступления элементы хореографии и жесты, заимствованные из народных опер, фильмов, других видов театрального и танцевального искусств, в том числе из постановок западного сценического искусства.
Эксперименты принесли Чжоу Синьфану успех. В Шанхае даже начала хождение поговорка: «Если хочешь жениться, жена должна быть похожа на Мэй Ланьфана; если хочешь завести сына, он должен быть похож на Чжоу Синьфана». Выработанный им стиль получил название школы «Ци», а сам Чжоу Синьфан считается одним из наиболее значимых исполнителей пекинской оперы XX века.
В 1949 году приветствовал приход к власти коммунистов. Более десяти лет был депутатом ВСНП, вступил в КПК в 1959 году, однако в 1966 году в ходу начавшейся Культурной революции был назван реакционером и подвергся преследованиям.
В 1956 году возглавлял посетившую СССР с гастролями труппу, которая дала девять спектаклей в Москве, Ленинграде и других городах.
Скончался от сердечного приступа 8 марта 1975 года в Шанхае.
Сын Чжоу Синьфана, Чжоу Шаолинь, продолжил дело отца и стал актёром пекинской оперы; другой сын, Майкл Чоу, основал сеть китайских ресторанов «Mr. Chow»; дочь, Чжоу Цайцинь, стала актрисой. Актриса Чайна Чоу — внучка Чжоу Синьфана.